# James Duckworth
James Duckworth (* 21. Januar 1992 in Sydney, New South Wales) ist ein australischer Tennisspieler.

## Leben und Karriere
Duckworth spielte 2012 erstmals auf World-Tour-Ebene, abgesehen von einem verlorenen Erstrundenspiel im Doppel bei den Australian Open 2011. Beim Turnier in Brisbane erhielt er eine Wildcard und besiegte gleich im ersten ATP-Einzel seiner Karriere den Franzosen Nicolas Mahut, der zu dem Zeitpunkt auf Rang 80 der ATP-Rangliste geführt war, mit 6:4, 6:4. Das Achtelfinalspiel gegen Mahuts Landsmann Gilles Simon, an Position zwei gesetzt, verlor Duckworth jedoch klar mit 3:6, 5:7. Eine Woche später erhielt er beim ATP-Turnier in Sydney abermals eine Wildcard, scheiterte dieses Mal aber bereits in der ersten Runde deutlich am Finnen Jarkko Nieminen mit 6:2, 6:2.
Sein Grand-Slam-Debüt gab er dann bei den Australian Open 2012. Erneut mit einer Wildcard ausgestattet, traf er zu Beginn auf den estnischen Qualifikanten Jürgen Zopp, den er 6:3, 6:4, 6:4 besiegte. In der zweiten Runde traf Duckworth auf den an Position 9 gesetzten Janko Tipsarević, gegen den er in vier Sätzen ausschied.

## Erfolge
| Legende (Anzahl der Siege)  |
| Grand Slam                  |
| ATP World Tour Finals       |
| ATP World Tour Masters 1000 |
| ATP World Tour 500          |
| ATP World Tour 250          |
| ATP Challenger Tour (17)    |

### Einzel

#### Turniersiege
| Nr. | Datum              | Turnier           | Belag         | Finalgegner                 | Ergebnis       |
| --- | ------------------ | ----------------- | ------------- | --------------------------- | -------------- |
| 1.  | 27. Juli 2014      | Lexington         | Hartplatz     | James Ward                  | 6:3, 6:4       |
| 2.  | 2. November 2014   | Charlottesville   | Hartplatz (i) | Liam Broady                 | 5:7, 6:3, 6:2  |
| 3.  | 22. Mai 2016       | Bangkok III       | Hartplatz     | Sam Barry                   | 7:65, 6:4      |
| 4.  | 6. November 2016   | Canberra          | Hartplatz     | Marc Polmans                | 7:5, 6:3       |
| 5.  | 20. November 2016  | Toyota            | Teppich (i)   | Tatsuma Itō                 | 7:5, 4:6, 6:1  |
| 6.  | 16. September 2018 | Cary              | Hartplatz     | Reilly Opelka               | 7:64, 6:3      |
| 7.  | 24. Februar 2019   | Bangkok II        | Hartplatz     | Alejandro Davidovich Fokina | 6:4, 6:3       |
| 8.  | 1. September 2019  | Baotou            | Sand (i)      | Mukund Sasikumar            | 6:4, 6:3       |
| 9.  | 3. November 2019   | Playford City (1) | Hartplatz     | Yasutaka Uchiyama           | 7:62, 6:4      |
| 10. | 17. November 2019  | Pune              | Hartplatz     | Jay Clarke                  | 4:6, 6:4, 6:4  |
| 11. | 16. Februar 2020   | Bangalore         | Hartplatz     | Benjamin Bonzi              | 6:4, 6:4       |
| 12. | 19. September 2021 | Istanbul II       | Hartplatz     | Wu Tung-lin                 | 6:4, 6:2       |
| 13. | 22. Oktober 2023   | Shenzhen          | Hartplatz     | Coleman Wong                | 6:0, 6:1       |
| 14. | 29. Oktober 2023   | Playford City (2) | Hartplatz     | Coleman Wong                | 7:5, 7:5       |
| 15. | 13. Oktober 2024   | Hangzhou          | Hartplatz     | Mackenzie McDonald          | 2:6, 7:65, 6:4 |
| 16. | 20. April 2025     | San Luis Potosí   | Sand          | Max Wiskandt                | 6:1, 6:1       |

#### Finalteilnahmen
| Nr. | Datum              | Turnier    | Belag         | Finalgegner   | Ergebnis  |
| --- | ------------------ | ---------- | ------------- | ------------- | --------- |
| 1.  | 26. September 2021 | Nur-Sultan | Hartplatz (i) | Kwon Soon-woo | 6:76, 3:6 |

### Doppel

#### Turniersiege
| Nr. | Datum          | Turnier | Belag | Partner               | Finalgegner                    | Ergebnis |
| --- | -------------- | ------- | ----- | --------------------- | ------------------------------ | -------- |
| 1.  | 13. April 2013 | Itajaí  | Sand  | Pierre-Hugues Herbert | Guilherme Clezar Fabrício Neis | 7:5, 6:2 |

#### Finalteilnahmen
| Nr. | Datum           | Turnier  | Belag     | Partner        | Finalgegner               | Ergebnis  |
| --- | --------------- | -------- | --------- | -------------- | ------------------------- | --------- |
| 1.  | 10. Januar 2016 | Brisbane | Hartplatz | Chris Guccione | Henri Kontinen John Peers | 6:74, 1:6 |

## Abschneiden bei Grand-Slam-Turnieren

### Einzel
| Turnier         | 2010 | 2011 | 2012 | 2013 | 2014 | 2015 | 2016 | 2017 | 2018 | 2019 | 2020 | 2021 | 2022 | 2023 | 2024 | 2025 | Karriere |
| --------------- | ---- | ---- | ---- | ---- | ---- | ---- | ---- | ---- | ---- | ---- | ---- | ---- | ---- | ---- | ---- | ---- | -------- |
| Australian Open | Q1   | Q1   | 2    | 2    | 1    | 2    | 1    | 1    | Q2   | 1    | 1    | 2    | 1    | Q1   | 1    | 2    | 2        |
| French Open     | —    | —    | Q1   | 1    | 1    | 1    | —    | —    | 1    | Q1   | 1    | 2    | 1    | Q1   | Q1   | 1    | 2        |
| Wimbledon       | —    | —    | Q2   | 1    | 1    | 2    | Q1   | —    | 1    | Q2   |      | 3    | 1    | Q2   | 1    | 1    | 3        |
| US Open         | —    | —    | Q2   | 1    | Q2   | 1    | 2    | —    | 1    | Q1   | 1    | 1    | 2    | 1    | 1    |      | 2        |

Zeichenerklärung: S = Turniersieg; F, HF, VF, AF = Einzug ins Finale / Halbfinale / Viertelfinale / Achtelfinale; 1, 2, 3 = Ausscheiden in der 1. / 2. / 3. Hauptrunde; Q1, Q2, Q3 = Ausscheiden in der 1. / 2. / 3. Qualifikationsrunde; nicht ausgetragen